# Рузвелт (Вашингтон)
Рузвелт (енгл. Roosevelt) насељено је место без административног статуса у америчкој савезној држави Вашингтон, у округу Кликитат. Становника је било 152 на попису 2020. године. Рузвелтова регионална депонија, једна од највећих депонија у Сједињеним Америчким Државама, налази се у Рузвелту. 
Заједница је добила име по предсједнику Теодору Рузвелту.

## Географија
Рузвелт је у југоисточном округу Кликитат на сјеверној обали ријеке Колумбије, смјештен преко пута Арлингтона, Орегон. Државна рута 14 пролази кроз заједницу, путујући 55 км (34 миља) источно до Патерсона и 51 км (32 миља) западно до Мерихила. 
Према Бироу за попис становништва Сједињених Америчких Држава, Рузвелт има укупну површину од 9,8 km2 (3,8 квадратних миља), све то земљиште.

### Клима
Овај регион доживљава топла (али не врућа) и сува љета, без просјечних мјесечних температура изнад 22,0 °C (71,6 °F). Према Кепеновом систему класификације климе, Рузвелт има топлу љетњу медитеранску климу, скраћено "Csb" на климатским картама.

## Демографија

### Попис 2010.
По попису из 2010. године број становника је 156, што је 77 (97,5%) становника више него 2000. године.

### Попис 2000.
Од пописа из 2000. године, било је 79 људи, 33 домаћинства и 20 породица које живе у Рузвелту. Густина насељености била је 7,9 / km2 (20,5 људи по квадратној миљи). Било је 46 стамбених јединица у просјечној густини од 4,6 / km2 (11,9 / ск ми). Расни састав Рузвелта био је 82,28% бијелаца, 16,46% из других раса и 1,27% из двије или више раса. Хиспаноамериканци или Латиноамериканци било које расе били су 16,46% становништва.
Било је 33 домаћинства, од којих је 27,3% имало дјецу млађу од 18 година која живе са њима, 54,5% су били брачни парови који живе заједно, а 36,4% су биле не-породице. 36,4 % свих домаћинстава чинили су појединци, а 12,1% је имало некога ко је живио сам и имао 65 година или старији. Просјечна величина домаћинства била је 2,39, а просјечна величина породице 3,10.
У Рузвелту, становништво је било распрострањено, са 24,1% млађих од 18 година, 8,9% од 18 до 24, 15,2% од 25 до 44, 35,4% од 45 до 64 године и 16,5% који су били старији од 65 година. Средња старост била је 45 година. На сваких 100 жена, било је 154,8 мушкараца. На сваких 100 жена старијих од 18 година, било је 114,3 мушкараца.
Средњи приход за домаћинство у Рузвелтуу био је 45,694 долара, а средњи приход за породицу био је 46,250 долара. Мушкарци су имали средњи приход од $ 38,750 у односу на $ 0 за жене. Приход по глави становника за Рузвелт био је $ 11,083. Нико од становништва или породица није био испод границе сиромаштва.

### Сумарум
| Група             | 2000.      | 2010.      |
| Белци             | 65 (82,3%) | 71 (45,5%) |
| Афроамериканци    | 0 (0,0%)   | 0 (0,0%)   |
| Азијати           | 0 (0,0%)   | 0 (0,0%)   |
| Хиспаноамериканци | 13 (16,5%) | 81 (51,9%) |
| Укупно            | 79         | 156        |